# 石井剛志
石井 剛志（いしい たけし、1977年3月 - ）は。日本の農芸化学者（食品分子機能学・食品生化学・蛋白質質量分析）。学位は博士（農学）（名古屋大学・2005年）。神戸学院大学栄養学部准教授。
静岡県立大学食品栄養科学部助教などを歴任した。

## 来歴

### 生い立ち
日本獣医畜産大学の獣医畜産学部にて食品化学を学び、2000年に卒業した。その後、静岡県立大学の大学院に進み、生活健康科学研究科にて食品機能学を学んだ。その間、健康とライフサイエンスにおける質量分析国際シンポジウムに出席して発表し学生賞を受賞するなど、さまざまな活動を行った。2002年に同大学の大学院の修士課程を修了した。なお、在院中の業績が評価され、静岡県立大学からはばたき賞が授与されている。さらに、名古屋大学の大学院に進み、生命農学研究科にて食品機能化学を学び、2005年に博士後期課程を修了した。なお、このとき名古屋大学にて「博士（農学）」の学位を取得している。論文の題は「酸化変性蛋白質のプロテオーム解析に関する研究」。

### 研究者として
名古屋大学大学院修了後、学術振興会の特別研究員として京都府立医科大学の大学院に在籍した。その1年後、同じく学術振興会の特別研究員として、母校である静岡県立大学の大学院に在籍した。同年10月、静岡県立大学の食品栄養科学部にて助手として採用された。2007年からは静岡県立大学の食品栄養科学部にて助教として勤務した。また、同大学の大学院では、生活健康科学研究科の助教も兼務した。2012年、生活健康科学研究科と薬学研究科との統合再編にともない、新たに設置された食品栄養環境科学研究院の助教も兼務することになった。2015年3月31日、静岡県立大学を退職した。同年4月、神戸学院大学に転じ、栄養学部にて准教授に就任した。

## 研究
「食品および酸化ストレス関連因子による生体タンパク質の翻訳後修飾に関する研究」により、日本農芸化学会より農芸化学奨励賞が授与された。また、共同執筆した論文「Human Serum Albumin as an Antioxidant in the Oxidation of (-)-Epigallocatechin Gallate: Participation of Reversible Covalent Binding for Interaction and Stabilization」は、『Bioscience, Biotechnology, and Biochemistry』に掲載された。この論文は、2011年から2013年にかけて同誌に掲載された論文の中で最も被引用数が多かったことから、BBB Most-Cited Paper Awardが授与されている。

## 略歴
- 1977年 - 誕生。
- 2000年 - 日本獣医畜産大学獣医畜産学部卒業。
- 2002年 - 静岡県立大学大学院生活健康科学研究科修士課程修了。
- 2005年 - 名古屋大学大学院生命農学研究科博士後期課程修了。
- 2005年 - 学術振興会特別研究員。
- 2006年 - 静岡県立大学食品栄養科学部助手。
- 2007年 - 静岡県立大学食品栄養科学部助教。
- 2015年 - 神戸学院大学栄養学部准教授。

## 賞歴
- 2001年 - 健康とライフサイエンスにおける質量分析国際シンポジウム学生賞。
- 2001年 - はばたき賞。
- 2014年 - 農芸化学奨励賞。
- 2014年 - BBB Most-Cited Paper Award。